# Vrhnika
Vrhnika (německy Oberlaibach) je město ve Slovinsku. Je sídlem stejnojmenné občiny Vrhnika. Nachází se na řece Ljubljanica, 21  km od Lublaně nedaleko dálnice A1. Žije zde přibližně 8700 obyvatel.

## Zeměpis

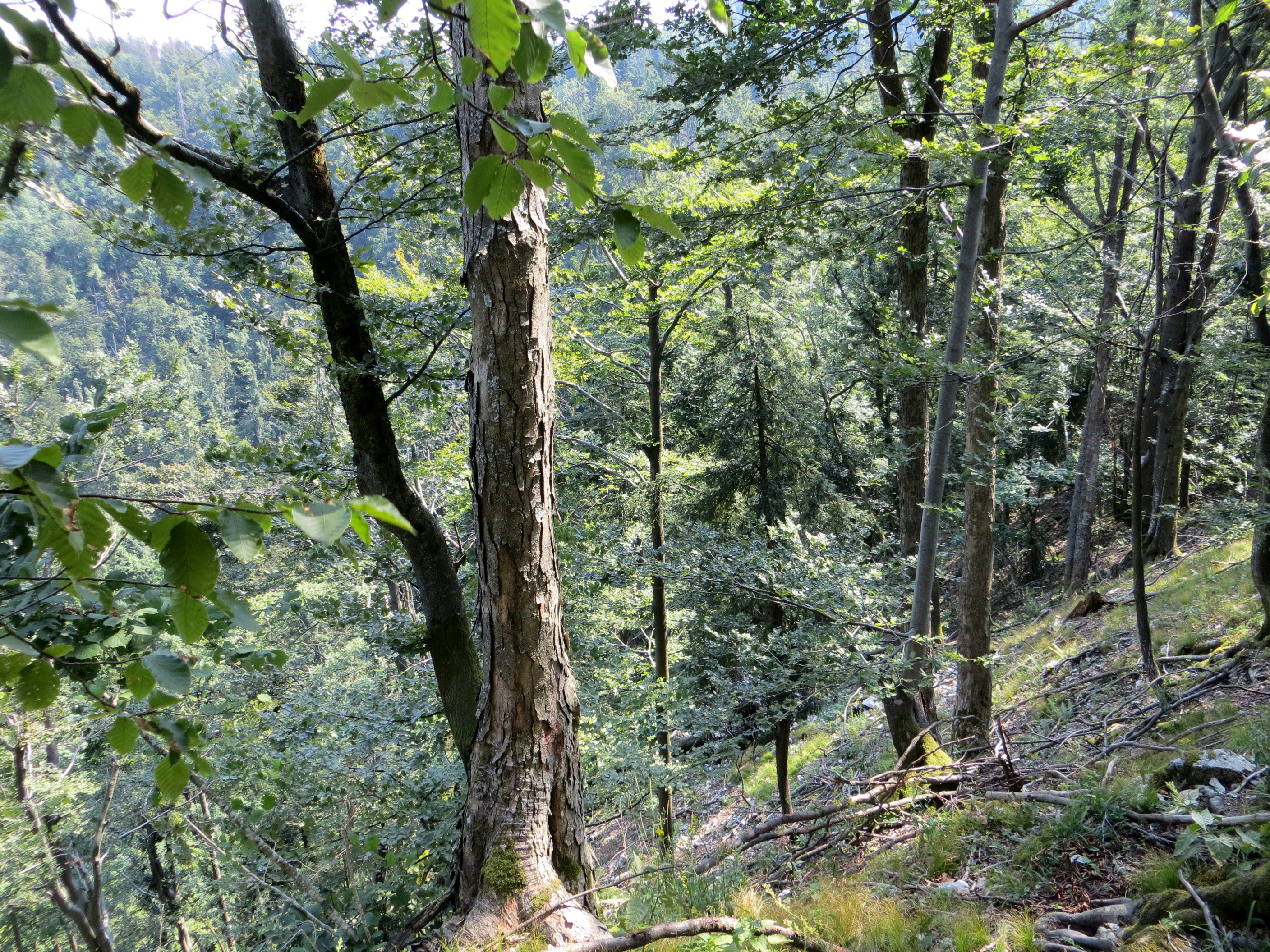
Závrt Velika Drnovica

Vrhnika leží na jihozápadním konci Lublaňských močálů blízko pramenů řeky Lublaňky, kde se Lublaňská kotlina otvírá mezi úpatím Lublaňského vrcholu (slovinský Ljubljanski vrh, 819 m) a kopce Ulovka (801 m). Území města se rozkládá na jih až k plošině Logatec (slovinsky Logaška planota), kde se nacházejí závrty Velká a Malá Drnovica (slovinsky Velika Drnovica, Mala Drnovica). Bohatá síť pramenů a potoků vzniká a spojuje se nedaleko města, aby vytvořila pramen Lublaňky.

## Dějiny
V římských dobách byl Nauportus důležitým komunikačním bodem. Vrhnika, v podobě jak existuje dnes, se začala rozvíjet ve vrcholném středověku.
Vrhnika se stala tržním městem a patřila mezi nejbohatší města v Kraňsku až do počátku 18. století, kdy začala ztrácet na významu. Přesto zůstala jedním z hlavních dopravních uzlů ve Vnitřních Rakousích díky své strategické poloze na křižovatce mezi obchodními cestami z Terstu do Vídně a z Rijeky do Klagenfurtu. Vývoj města byl silně narušen stavbou rakouské jižní železnice ve 40. letech 19. století, která ho obešla. Od té doby začalo ztrácet na významu a stalo se satelitním městem Lublaně, kterým dodnes zůstalo.

### Masový hrob

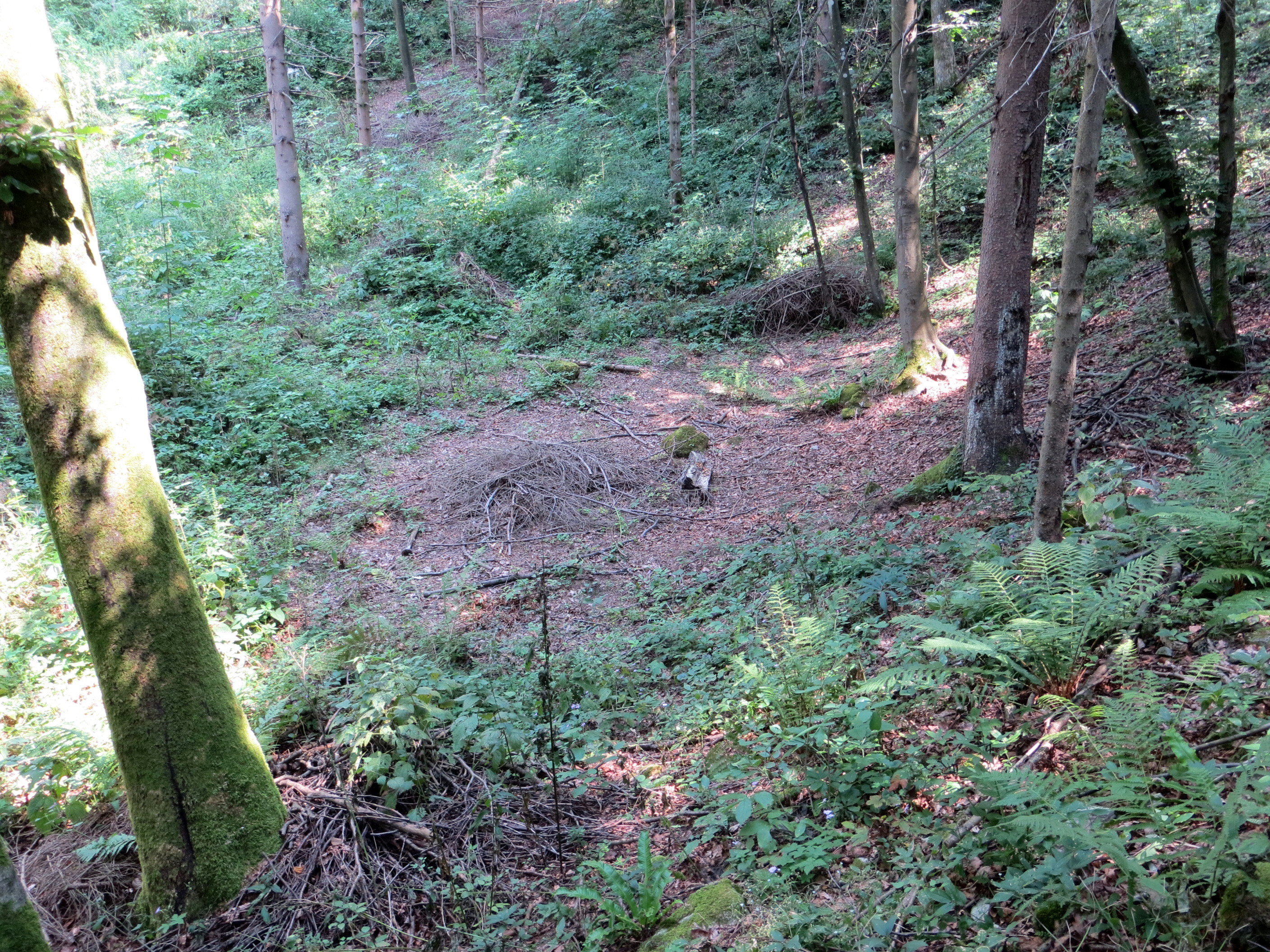
Masový hrob v údolí Pikec

Na území Vrhnika se nachází masový hrob z období bezprostředně po druhé světové válce. Masový hrob v Pikčevském údolí (slovinsky Grobišče pri Pikčevi dolini) se nachází na dně závrtu jihozápadně od města, na Svečském kopci nedaleko Vojcova domu. Obsahuje pozůstatky šesti německých válečných zajatců, kteří byli zavražděni v květnu 1945.